# Rock Believer
Rock Believer – dziewiętnasty album studyjny zespołu Scorpions, wydany w 2022 roku przez Vertigo Records.

## Powstanie
We wrześniu 2016 roku dotychczasowy perkusista Scorpions, James Kottak, został zwolniony z zespołu, a zastąpił go Mikkey Dee. Następnie zespół odbył trzyletnie tournée, w okresie którego Rudolf Schenker i Klaus Meine nie wykluczyli nagrania nowego albumu studyjnego; Meine podał nawet 2020 rok jako możliwy rok wydania.
Prace nad materiałem rozpoczęły się na początku 2019 roku i trwały przez pół roku, przy czym po raz pierwszy w historii zespołu muzyka powstawała do tekstów, a nie odwrotnie. Sesje nagraniowe rozpoczęły się w lipcu 2020 roku w Peppermint Park Studios. Pierwotnie zespół planować nagrać album w Los Angeles przy pomocy Grega Fidelmana, jednak z powodu pandemii COVID-19 Fidelman uczestniczył tylko w części prac, a nagrań dokonano w Hanowerze.
Album został wydany 22 lutego 2022 roku w Wielkiej Brytanii, a 25 lutego w pozostałej części świata. W ramach promocji płyty wydano cztery single („Peacemaker”, „Seventh Sun”, „Shining of Your Soul” i „Rock Believer”) i zaplanowano trasę koncertową.

## Lista utworów
Źródło: Discogs
1. „Gas in the Tank” (3:40)
2. „Roots in My Boots” (3:17)
3. „Knock 'em Dead” (4:11)
4. „Rock Believer” (3:57)
5. „Shining of Your Soul” (3:57)
6. „Seventh Sun” (5:30)
7. „Hot and Cold” (4:12)
8. „When I Lay My Bones to Rest” (3:07)
9. „Peacemaker” (2:56)
10. „Call of the Wild” (5:20)
11. „When You Know (Where You Come From)” (4:22)

### Edycja deluxe
1. „Gas in the Tank” (3:40)
2. „Roots in My Boots” (3:17)
3. „Knock 'em Dead” (4:11)
4. „Rock Believer” (3:57)
5. „Shining of Your Soul” (3:57)
6. „Seventh Sun” (5:30)
7. „Hot and Cold” (4:12)
8. „When I Lay My Bones to Rest” (3:07)
9. „Peacemaker” (2:56)
10. „Call of the Wild” (5:20)
11. „When You Know (Where You Come From)” (4:22)
12. „Shoot for Your Heart” (4:01)
13. „When Tomorrow Comes” (3:47)
14. „Unleash the Beast” (4:17)
15. „Crossing Borders” (3:38)
16. „When You Know (Where You Come From)” (wersja akustyczna) (3:44)

## Wykonawcy
Źródło: Discogs
- Klaus Meine – wokal
- Rudolf Schenker – gitara rytmiczna, wokal wspierający
- Matthias Jabs – gitary
- Paweł Mąciwoda – gitara basowa
- Mikkey Dee – perkusja

## Pozycje na listach sprzedaży
| Lista             | Pozycja | Źródło |
| ----------------- | ------- | ------ |
| Austria           | 4       | [ 11 ] |
| Belgia (Flandria) | 3       | [ 11 ] |
| Belgia (Walonia)  | 1       | [ 11 ] |
| Czechy            | 14      | [ 12 ] |
| Finlandia         | 3       | [ 11 ] |
| Francja           | 2       | [ 11 ] |
| Hiszpania         | 5       | [ 11 ] |
| Holandia          | 15      | [ 11 ] |
| Japonia           | 27      | [ 13 ] |
| Kanada            | 60      | [ 14 ] |
| Niemcy            | 2       | [ 11 ] |
| Polska            | 1       | [ 15 ] |
| Portugalia        | 5       | [ 11 ] |
| Stany Zjednoczone | 59      | [ 16 ] |
| Szkocja           | 8       | [ 17 ] |
| Szwajcaria        | 2       | [ 11 ] |
| Szwecja           | 6       | [ 11 ] |
| Węgry             | 5       | [ 18 ] |
| Wielka Brytania   | 18      | [ 19 ] |
| Włochy            | 24      | [ 11 ] |